# Victoire Terminus
Pour plus de détails, voir Fiche technique et Distribution.
Victoire Terminus est un documentaire français réalisé par Renaud Barret et Florent de La Tullaye, sorti en 2008.

## Synopsis
Été 2006 à Kinshasa. Martini, Jeannette, Hélène et Rosette échangent des coups tous les jours avec Coach Judex au vieux stade Tata Raphaël, là où en 1974 Mohamed Ali mit George Foreman KO lors du match le plus légendaire de l’histoire de la boxe. À l’aube, des milliers de personnes du ghetto viennent s’entraîner et organiser des réunions politiques. En échos à la lutte pour le président du Congo (RDC), Judex bataille pour organiser des tournois de boxe féminine avec peu d’argent… Kinshasa chante, Kinshasa a faim et les filles de Judex essaient de survivre, sans trop d’illusion mais toujours avec espoir. Un film sur les femmes dans un pays où les hommes sont devenus fous.

## Fiche technique
- Titre : Victoire Terminus
- Réalisation : Renaud Barret et Florent de La Tullaye
- Production : Sciapode
- Scénario : Renaud Barret, Florent de La Tullaye
- Image : Renaud Barret, Florent de La Tullaye
- Son : Renaud Barret, Florent de La Tullaye
- Montage : Yannick Coutheron

## Distinctions
- London Film Festival 2008